# Luciano Ramella
Luciano Ramella (Pollone, 10 aprile 1914 – Tomazina, 6 marzo 1990) è stato un dirigente sportivo, allenatore di calcio e calciatore italiano, di ruolo centrocampista.

## Carriera

### Giocatore
Dopo la trafila con le giovanili della Juventus, fa il suo esordio in Serie A il 23 dicembre 1934 nell'incontro Juventus-Alessandria (4-1). Dopo due anni con la prima squadra bianconera, con due sole presenze totali compresa quella di esordio, passa in Serie B alla Pro Vercelli dove per due campionati è titolare.

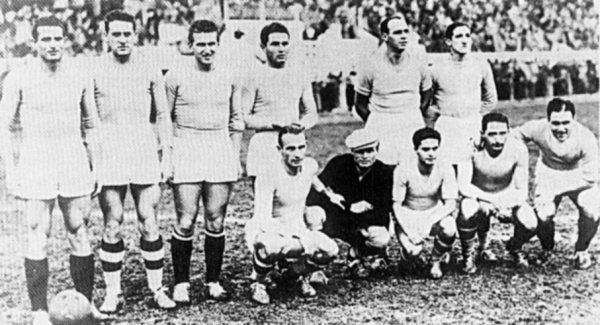
Ramella (in piedi, terzo da sinistra) nella Lazio del 1939-1940

Nella stagione 1938-1939 si trasferisce alla Lazio dove rimane (a parte due stagioni nel Como, nelle cui file vince il Torneo Lombardo) sino al termine del campionato 1947-1948. Chiude la carriera nel 1948/49 in Prima Divisione, con il Palombara. Il suo curriculum con la maglia biancoceleste è di 154 presenze complessive (132 in campionato, 14 in Coppa Italia e 8 nel campionato romano di guerra) e di 5 reti (2, 0, 3).
Fu l'ultimo centromediano della Lazio dell'anteguerra (nel secondo dopoguerra collezionerà solo una presenza). Per cinque campionati di Serie A fu titolare della maglia n. 5 dei capitolini. Il 15 gennaio 1939 fu uno degli undici protagonisti che riuscirono nell'impresa di espugnare per la prima volta nella storia il campo di Testaccio nel derby Roma-Lazio (0-2).

### Dirigente
Una volta lasciato il calcio giocato, si trasferì in Brasile per impiantare una piantagione di caffè insieme al suo grande amico, nonché ex compagno laziale, l'argentino Salvador Gualtieri, con cui collaborarò assieme alla FIGC per l'organizzazione della partita Brasile-Italia.
Rimase tra i ranghi biancocelesti in veste di dirigente fino al 1951, ricoprendo per un breve periodo anche il ruolo di direttore tecnico ad interim l'annata precedente quando a causa degli impegni del tecnico biancoceleste Mario Sperone con la Federazione italiana guida, in coppia con Alfredo Notti, nelle tournée estive in Spagna e Portogallo la formazione laziale, vincitrice del Trofeo Teresa Herrera, battendo 3-1 i padroni di casa dell'Atlético Madrid di Helenio Herrera, e partecipante poi alla Coppa Latina.

## Palmarès

### Club

#### Competizioni nazionali
- Campionato italiano: 1

Juventus: 1934-1935

#### Competizioni regionali
- Campionato romano di guerra: 1

Lazio: 1943-1944